# Dionisio Acedo
Jesús Dionisio Acedo Iglesias (1898-1979) fue un periodista español.

## Biografía
Nacido en Cáceres el 1 de noviembre de 1898, realizaría estudios de derecho en Salamanca. No obstante, se dedicaría al periodismo. En 1923 ingresó en la redacción del diario cacereño Extremadura. A mediados de 1939 fue nombrado director del mismo, cargo que desempeñó hasta el 21 de julio de 1971. Acedo llegó a ser propietario de un 14,78% de las acciones de «Editorial Extremadura», empresa que editaba el periódico. Falleció en 1979, tras una larga enfermedad.